# Liste der Baudenkmale in Lüneburg – Bei der St. Johanniskirche
In der Liste der Baudenkmale in Lüneburg – Bei der St. Johanniskirche sind Baudenkmale in der Straße Bei der St. Johanniskirche in der niedersächsischen Stadt Lüneburg aufgelistet. Die Quelle der IDs und der Beschreibungen ist der Denkmalatlas Niedersachsen. Der Stand der Liste ist der 25. Dezember 2021.

## Allgemein
In den Spalten befinden sich folgende Informationen:
- Lage: die Adresse des Baudenkmales und die geographischen Koordinaten. Kartenansicht, um Koordinaten zu setzen. In der Kartenansicht sind Baudenkmale ohne Koordinaten mit einem roten Marker dargestellt und können in der Karte gesetzt werden. Baudenkmale ohne Bild sind mit einem blauen Marker gekennzeichnet, Baudenkmale mit Bild mit einem grünen Marker.
- Bezeichnung: Bezeichnung des Baudenkmales
- Beschreibung: die Beschreibung des Baudenkmales. Unter § 3 Abs. 2 NDSchG werden Einzeldenkmale und unter § 3 Abs. 3 NDSchG Gruppen baulicher Anlagen und deren Bestandteile ausgewiesen.
- ID: die Objekt-ID des Baudenkmales
- Bild: ein Bild des Baudenkmales, ggf. zusätzlich mit einem Link zu weiteren Fotos des Baudenkmals im Medienarchiv Wikimedia Commons. Wenn man auf das Kamerasymbol klickt, können Fotos zu Baudenkmalen aus dieser Liste hochgeladen werden:

## Baudenkmale
Die Straße befindet sich im Süden und Osten der Johanniskirche. Der südliche Teil verbindet den Platz Am Sande mit der Altenbrückertorstraße, der östliche geht bis zur Ilmenaustraße. Der östliche Teil der Straße hat ein Kopfsteinpflaster. In der Nr. 21  befindet sich die Johannes-Rabeler-Schule.

| Lage                                                        | Bezeichnung             | Beschreibung                                      | ID       | Bild           |
| ----------------------------------------------------------- | ----------------------- | ------------------------------------------------- | -------- | -------------- |
| Bei der St. Johanniskirche 1 53° 14′ 52″ N, 10° 24′ 47″ O   | Kirche                  |                                                   | 30658676 | Weitere Bilder |
| Bei der St. Johanniskirche 1 53° 14′ 52″ N, 10° 24′ 47″ O   | Kirchhof                |                                                   | 30646306 |                |
| Bei der St. Johanniskirche 2 53° 14′ 51″ N, 10° 24′ 43″ O   | Predigerhaus            |                                                   | 30656382 | Weitere Bilder |
| Bei der St. Johanniskirche 3 53° 14′ 51″ N, 10° 24′ 44″ O   | Predigerhaus            |                                                   | 30656409 |                |
| Bei der St. Johanniskirche 4 53° 14′ 51″ N, 10° 24′ 45″ O   | Predigerhaus            |                                                   | 30656434 |                |
| Bei der St. Johanniskirche 5 53° 14′ 50″ N, 10° 24′ 47″ O   | Wohnhaus                |                                                   | 30668854 |                |
| Bei der St. Johanniskirche 6 53° 14′ 50″ N, 10° 24′ 48″ O   | Wohnhaus                |                                                   | 30668836 |                |
| Bei der St. Johanniskirche 8 53° 14′ 52″ N, 10° 24′ 50″ O   | Wohnhaus                |                                                   | 30668796 |                |
| Bei der St. Johanniskirche 9 53° 14′ 52″ N, 10° 24′ 49″ O   | Wohnhaus                |                                                   | 30668773 |                |
| Bei der St. Johanniskirche 10 53° 14′ 52″ N, 10° 24′ 49″ O  | Wohnhaus                |                                                   | 30668752 |                |
| Bei der St. Johanniskirche 11 53° 14′ 53″ N, 10° 24′ 49″ O  | Eichamt                 |                                                   | 30668727 |                |
| Bei der St. Johanniskirche 12 53° 14′ 53″ N, 10° 24′ 48″ O  | Wohnhaus                |                                                   | 30651145 |                |
| Bei der St. Johanniskirche 12a 53° 14′ 53″ N, 10° 24′ 48″ O | Wohnhaus                |                                                   | 30668704 |                |
| Bei der St. Johanniskirche 13 53° 14′ 54″ N, 10° 24′ 48″ O  | Wohnhaus                |                                                   | 30651170 |                |
| Bei der St. Johanniskirche 13a 53° 14′ 54″ N, 10° 24′ 49″ O | Flügelbau               |                                                   | 30668663 |                |
| Bei der St. Johanniskirche 14a 53° 14′ 54″ N, 10° 24′ 48″ O | Wohnhaus                |                                                   | 30651195 |                |
| Bei der St. Johanniskirche 15 53° 14′ 54″ N, 10° 24′ 48″ O  | Wohnhaus                | Zum Haus gehört ein Hofflügel mit der ID 30647202 | 30659104 |                |
| Bei der St. Johanniskirche 16 53° 14′ 55″ N, 10° 24′ 48″ O  | Wohnhaus                |                                                   | 30668645 |                |
| Bei der St. Johanniskirche 17 53° 14′ 55″ N, 10° 24′ 47″ O  | Wohnhaus                |                                                   | 30656459 |                |
| Bei der St. Johanniskirche 18 53° 14′ 55″ N, 10° 24′ 47″ O  | Wohnhaus                |                                                   | 30668627 |                |
| Bei der St. Johanniskirche 19 53° 14′ 55″ N, 10° 24′ 47″ O  | Wohnhaus                |                                                   | 30668607 |                |
| Bei der St. Johanniskirche 20 53° 14′ 54″ N, 10° 24′ 47″ O  | Turnhalle               |                                                   | 30644100 |                |
| Bei der St. Johanniskirche 21 53° 14′ 54″ N, 10° 24′ 45″ O  | Johannes-Rabeler-Schule |                                                   | 30668530 |                |
| Bei der St. Johanniskirche 25 53° 14′ 53″ N, 10° 24′ 43″ O  | Wohnhaus                |                                                   | 30668554 |                |